# Careproctus macranchus
Careproctus macranchus är en fiskart som beskrevs av Andriashev, 1991. Careproctus macranchus ingår i släktet Careproctus och familjen Liparidae. Inga underarter finns listade.